# فولفغانغ تراب
فولفغانغ تراب (بالألمانية: Wolfgang Trapp)‏ (1 أغسطس 1957 في ألمانيا - ) هو لاعب كرة قدم ألماني في مركز الدفاع. لعب مع آينتراخت فرانكفورت ودارمشتات 98 وكيكرز أوفنباخ ونادي كارلسروه ومنتخب ألمانيا الوطني لكرة القدم للهواة ‏ ويونيون زولينغن ‏ وASV Durlach ‏.

## وصلات خارجية
- فولفغانغ تراب على موقع قاعدة بيانات كرة القدم.إي يو (الإنجليزية)
- فولفغانغ تراب على موقع بيانات كرة القدم. دي إي (الألمانية)